# Lewa-Mboum
Lewa-Mboum est un village de la commune de Martap située dans la région de l'Adamaoua situé dans le département de la Vina dans la région de l'Adamaoua au Cameroun.

## Population
En 1967, Lewa-Mboum comptait 137 habitants, principalement Foulbe.
Lors du recensement de 2005, 628 personnes y ont été dénombrées dont 318 de sexe masculin et 310 de sexe féminin.